# Fußball-Club St. Pauli von 1910 2001-2002
Questa voce raccoglie le informazioni riguardanti il Fußball-Club St. Pauli von 1910 nelle competizioni ufficiali della stagione 2001-2002.

## Stagione
Nella stagione 2001-2002 il St. Pauli, allenato da Dietmar Demuth, concluse il campionato di Bundesliga al 18º posto e retrocesse in 2. Bundesliga. In Coppa di Germania il St. Pauli fu eliminato al primo turno dal Darmstadt.

## Rosa
| N. |                                 | Ruolo | Calciatore         |
| -- | ------------------------------- | ----- | ------------------ |
| 1  | Croazia (bandiera)              | P     | Tihomir Bulat      |
| 2  | Germania (bandiera)             | D     | André Trulsen      |
| 3  | Germania (bandiera)             | C     | Christian Rahn     |
| 4  | Benin (bandiera)                | D     | Moudachirou Amadou |
| 5  | Croazia (bandiera)              | D     | Zlatko Bašić       |
| 6  | Germania (bandiera)             | C     | Markus Lotter      |
| 7  | Argentina (bandiera)            | A     | Matias Cenci       |
| 8  | Germania (bandiera)             | D     | Henning Bürger     |
| 9  | Germania (bandiera)             | A     | Marcel Rath        |
| 10 | Germania (bandiera)             | C     | Thomas Meggle      |
| 11 | Romania (bandiera)              | C     | Catalin Racanel    |
| 12 | Nigeria (bandiera)              | D     | Yakubu Adamu       |
| 14 | Turchia (bandiera)              | C     | Uğur İnceman       |
| 15 | Bosnia ed Erzegovina (bandiera) | C     | Zlatan Bajramović  |
| 15 | Germania (bandiera)             | A     | Philip Albrecht    |
| 16 | Germania (bandiera)             | C     | Oliver Held        |

| N. |                        | Ruolo | Calciatore          |
| -- | ---------------------- | ----- | ------------------- |
| 17 | Germania (bandiera)    | D     | Jochen Kientz       |
| 18 | Iran (bandiera)        | C     | Ali Reza Mansourian |
| 19 | Stati Uniti (bandiera) | D     | Cory Gibbs          |
| 20 | Germania (bandiera)    | P     | Simon Henzler       |
| 21 | Germania (bandiera)    | D     | Holger Stanislawski |
| 22 | Germania (bandiera)    | D     | Daniel Scheinhardt  |
| 23 | Germania (bandiera)    | P     | Torsten Miethe      |
| 24 | Germania (bandiera)    | A     | Toralf Konetzke     |
| 25 | Brasile (bandiera)     | A     | Marcão              |
| 26 | Turchia (bandiera)     | D     | Deniz Barış         |
| 27 | Germania (bandiera)    | A     | Nico Patschinski    |
| 28 | Germania (bandiera)    | D     | Dubravko Kolinger   |
| 29 | Germania (bandiera)    | D     | Jens Matthies       |
| 30 | Germania (bandiera)    | C     | Hauke Brückner      |
| 31 | Germania (bandiera)    | C     | Alexander Meier     |

## Organigramma societario
Area tecnica
- Allenatore: Dietmar Demuth
- Allenatore in seconda:
- Preparatore dei portieri:
- Preparatori atletici: Ronald Wollmann

## Calciomercato

### Sessione estiva
| Acquisti | Acquisti           | Acquisti             | Acquisti |
| R.       | Nome               | da                   | Modalità |
| -------- | ------------------ | -------------------- | -------- |
| C        | Morten Berre       | Viking               |          |
| D        | Yakubu Adamu       | Wattenscheid 09      |          |
| D        | Moudachirou Amadou | Hannover 96          |          |
| C        | Hauke Brückner     | FC Elmshorn          |          |
| P        | Tihomir Bulat      | Sebenico             |          |
| A        | Matias Cenci       | Quilmes              |          |
| C        | Oliver Held        | Schalke 04           |          |
| C        | Uğur İnceman       | Alemannia Aquisgrana |          |
| D        | Jochen Kientz      | Amburgo              |          |
| A        | Marcão             | Spartak Mosca        |          |
| C        | Alexander Meier    | Amburgo (juniores)   |          |
| C        | Catalin Racanel    | Eintracht Treviri    |          |

| Cessioni | Cessioni           | Cessioni              | Cessioni |
| R.       | Nome               | da                    | Modalità |
| -------- | ------------------ | --------------------- | -------- |
| D        | Markus Ahlf        | Chemnitz              |          |
| C        | Fabian Gerber      | Friburgo              |          |
| A        | Ivan Klasnić       | Werder Brema          |          |
| C        | Thomas Puschmann   | Uerdingen 05          |          |
| D        | Piotr Staczek      | Eintracht Norderstedt |          |
| A        | Marek Trejgis      | Paniōnios             |          |
| D        | Jean Tsoumou-Madza | O. Neugersdorf        |          |
| P        | Heinz Weber        | Wacker Innsbruck      |          |
| C        | Holger Wehlage     | Werder Brema          |          |

### Sessione invernale
| Acquisti | Acquisti       | Acquisti     | Acquisti |
| R.       | Nome           | da           | Modalità |
| -------- | -------------- | ------------ | -------- |
| C        | Dema Kovalenko | Chicago Fire |          |

| Cessioni | Cessioni       | Cessioni     | Cessioni |
| R.       | Nome           | da           | Modalità |
| -------- | -------------- | ------------ | -------- |
| C        | Morten Berre   | Viking       |          |
| C        | Dema Kovalenko | Chicago Fire |          |

## Risultati

### Bundesliga

#### Girone di andata
| Amburgo 29 luglio 2001, ore 17:30 CEST 1ª giornata | St. Pauli | 0 – 0 referto | Hertha Berlino | Millerntor-Stadion (19 700 spett.)\| Arbitro: \| Aust \| |
| Arbitro:                                           | Aust      |               |                |                                                          |

| Arbitro: | Stark |

|            |           |         |
| Karhan 85’ | Marcatori | 7’ Rahn |

| Arbitro: | Weiner |

|  |           |             |
|  | Marcatori | 20’ Beierle |

| Arbitro: | Jansen |

|                      |           |  |
| Sforza 13’ Élber 45’ | Marcatori |  |

| Arbitro: | Keßler |

|  |           |                |
|  | Marcatori | 35’, 77’ Agali |

| Arbitro: | Kemmling |

|                                       |           |          |
| Ballack 44’ Kirsten 60’ Schneider 80’ | Marcatori | 79’ Rath |

| Arbitro: | Wack |

|                               |           |                           |
| van Lent 51’ (rig.) Houdt 90’ | Marcatori | 60’ Bajramović 90’ Meggle |

| Arbitro: | Sippel |

|            |           |                         |
| Meggle 77’ | Marcatori | 12’ Ewerthon 33’ Koller |

| Arbitro: | Fröhlich |

|                                      |           |                         |
| K'obiashvili 40’ (rig.) Iashvili 74’ | Marcatori | 14’ Marcão 81’ Konetzke |

| Arbitro: | Koop |

|                                                   |           |  |
| Patschinski 4’, 55’ Kałużny 52’ (aut.) Meggle 77’ | Marcatori |  |

| Arbitro: | Fandel |

|                        |           |  |
| Tiffert 11’ Endreß 89’ | Marcatori |  |

| Arbitro: | Weiner |

|  |           |                                      |
|  | Marcatori | 6’ (aut.) Gibbs 78’ Cerny 90’ Häßler |

| Arbitro: | Strampe |

|                                                 |           |            |
| Lokvenc 40’ Koch 45’ Klose 60’, 78’ Lincoln 71’ | Marcatori | 30’ Marcão |

| Arbitro: | Merk |

|           |           |                           |
| Gibbs 88’ | Marcatori | 28’ Sinkala 31’ Zellweger |

| Arbitro: | Krug |

|                                              |           |                                    |
| Meijer 4’ Fukal 8’ Benjamin 45’ Barbarez 52’ | Marcatori | 47’ Meggle 79’, 83’ (rig.) Trulsen |

| Arbitro: | Albrecht |

|  |           |                                             |
|  | Marcatori | 19’ (rig.) Skrypnyk 55’ Ailton 70’ Borowski |

| Norimberga 15 dicembre 2001, ore 15:30 CET 17ª giornata | Norimberga | 0 – 0 referto | St. Pauli | Frankenstadion (20 000 spett.)\| Arbitro: \| Fröhlich \| |
| Arbitro:                                                | Fröhlich   |               |           |                                                          |

#### Girone di ritorno
| Arbitro: | Merk |

|                         |           |                            |
| Paraíba 62’ Schmidt 85’ | Marcatori | 50’ (rig.) Meggle 63’ Rath |

| Arbitro: | Fandel |

|                                    |           |                   |
| Meggle 52’ Rath 75’ Bajramović 83’ | Marcatori | 11’ (aut.) Kientz |

| Arbitro: | Sippel |

|                   |           |  |
| Hirsch 82’ (rig.) | Marcatori |  |

| Arbitro: | Krug |

|                            |           |            |
| Meggle 30’ Patschinski 33’ | Marcatori | 87’ Sagnol |

| Arbitro: | Fleischer |

|                                                     |           |  |
| Sand 9’ Möller 25’ Böhme 54’ (rig.) Reck 80’ (rig.) | Marcatori |  |

| Arbitro: | Jansen |

|                            |           |                        |
| Rath 27’ Meggle 90’ (rig.) | Marcatori | 6’ Kirsten 70’ Ballack |

| Arbitro: | Strampe |

|            |           |              |
| Kientz 35’ | Marcatori | 31’ van Lent |

| Arbitro: | Fröhlich |

|                    |           |                 |
| Amoroso 83’ (rig.) | Marcatori | 32’ Patschinski |

| Arbitro: | Merk |

|                 |           |  |
| Patschinski 57’ | Marcatori |  |

| Arbitro: | Fleischer |

|                                           |           |  |
| Bittencourt 20’ Topić 28’, 34’ Helbig 85’ | Marcatori |  |

| Arbitro: | Krug |

|           |           |                        |
| Cenci 83’ | Marcatori | 75’ Balăkov 82’ Dundee |

| Arbitro: | Meyer |

|                                     |           |                          |
| Weissenberger 44’ Max 64’, 66’, 76’ | Marcatori | 38’ Rahn 55’ Patschinski |

| Arbitro: | Kemmling |

|                   |           |             |
| Meggle 69’ (rig.) | Marcatori | 48’ Lincoln |

| Arbitro: | Stark |

|                       |           |             |
| Lottner 7’ Scherz 90’ | Marcatori | 46’ İnceman |

| Arbitro: | Merk |

|  |           |                                     |
|  | Marcatori | 19’, 58’ Romeo 45’ Groth 49’ Hoogma |

| Arbitro: | Strampe |

|                          |           |                    |
| Frings 50’, 78’ Bode 54’ | Marcatori | 5’ Rahn 16’ Meggle |

| Arbitro: | Aust |

|                      |           |                              |
| Patschinski 19’, 90’ | Marcatori | 15’ Junior 22’, 67’ Michalke |

### Coppa di Germania
| Arbitro: | Scheppe |

|                              |           |                 |
| Kolb 11’ Maier 21’ Musci 90’ | Marcatori | 13’ Patschinski |

## Statistiche

### Statistiche di squadra
| Competizione      | Punti | In casa | In casa | In casa | In casa | In casa | In casa | In trasferta | In trasferta | In trasferta | In trasferta | In trasferta | In trasferta | Totale | Totale | Totale | Totale | Totale | Totale | DR  |
| Competizione      | Punti | G       | V       | N       | P       | Gf      | Gs      | G            | V            | N            | P            | Gf           | Gs           | G      | V      | N      | P      | Gf     | Gs     | DR  |
| ----------------- | ----- | ------- | ------- | ------- | ------- | ------- | ------- | ------------ | ------------ | ------------ | ------------ | ------------ | ------------ | ------ | ------ | ------ | ------ | ------ | ------ | --- |
| Bundesliga        | 22    | 17      | 4       | 4       | 9       | 19      | 28      | 17           | 0            | 6            | 11           | 18           | 42           | 34     | 4      | 10     | 20     | 37     | 70     | -33 |
| Coppa di Germania | -     | 0       | 0       | 0       | 0       | 0       | 0       | 1            | 0            | 0            | 1            | 1            | 3            | 1      | 0      | 0      | 1      | 1      | 3      | -2  |
| Totale            | 22    | 17      | 4       | 4       | 9       | 19      | 28      | 18           | 0            | 6            | 12           | 19           | 45           | 35     | 4      | 10     | 21     | 38     | 73     | -35 |

### Andamento in campionato
| Giornata  | 1 | 2  | 3  | 4  | 5  | 6  | 7  | 8  | 9  | 10 | 11 | 12 | 13 | 14 | 15 | 16 | 17 | 18 | 19 | 20 | 21 | 22 | 23 | 24 | 25 | 26 | 27 | 28 | 29 | 30 | 31 | 32 | 33 | 34 |
| --------- | - | -- | -- | -- | -- | -- | -- | -- | -- | -- | -- | -- | -- | -- | -- | -- | -- | -- | -- | -- | -- | -- | -- | -- | -- | -- | -- | -- | -- | -- | -- | -- | -- | -- |
| Luogo     | C | T  | C  | T  | C  | T  | T  | C  | T  | C  | T  | C  | T  | C  | T  | C  | T  | T  | C  | T  | C  | T  | C  | C  | T  | C  | T  | C  | T  | C  | T  | C  | T  | C  |
| Risultato | N | N  | P  | P  | P  | P  | N  | P  | N  | V  | P  | P  | P  | P  | P  | P  | N  | N  | V  | P  | V  | P  | N  | N  | N  | V  | P  | P  | P  | N  | P  | P  | P  | P  |
| Posizione | 8 | 13 | 15 | 17 | 18 | 18 | 17 | 18 | 18 | 17 | 17 | 17 | 18 | 18 | 18 | 18 | 18 | 18 | 18 | 18 | 17 | 17 | 17 | 17 | 17 | 17 | 17 | 17 | 17 | 17 | 18 | 18 | 18 | 18 |

Legenda:

Luogo: C = Casa; T = Trasferta. Risultato: V = Vittoria; N = Pareggio; P = Sconfitta.

### Statistiche dei giocatori
| Giocatore       | Bundesliga | Bundesliga | Bundesliga  | Bundesliga | Coppa di Germania | Coppa di Germania | Coppa di Germania | Coppa di Germania | Totale   | Totale | Totale      | Totale     |
| Giocatore       | Presenze   | Reti       | Ammonizioni | Espulsioni | Presenze          | Reti              | Ammonizioni       | Espulsioni        | Presenze | Reti   | Ammonizioni | Espulsioni |
| --------------- | ---------- | ---------- | ----------- | ---------- | ----------------- | ----------------- | ----------------- | ----------------- | -------- | ------ | ----------- | ---------- |
| Y. Adamu        | 4          | 0          | 0           | 0          | 0                 | 0                 | 0                 | 0                 | 4        | 0      | 0           | 0          |
| P. Albrecht     | 1          | 0          | 1           | 0          | 0                 | 0                 | 0                 | 0                 | 1        | 0      | 1           | 0          |
| M. Amadou       | 21         | 0          | 2           | 0          | 0                 | 0                 | 0                 | 0                 | 21       | 0      | 2           | 0          |
| Z. Bajramović   | 23         | 2          | 4           | 1          | 0                 | 0                 | 0                 | 0                 | 23       | 2      | 4           | 1          |
| D. Barış        | 20         | 0          | 1           | 0          | 1                 | 0                 | 0                 | 0                 | 21       | 0      | 1           | 0          |
| Z. Bašić        | 0          | 0          | 0           | 0          | 1                 | 0                 | 0                 | 0                 | 1        | 0      | 0           | 0          |
| M. Berre        | 10         | 0          | 2           | 0          | 0                 | 0                 | 0                 | 0                 | 10       | 0      | 2           | 0          |
| H. Brückner     | 0          | 0          | 0           | 0          | 0                 | 0                 | 0                 | 0                 | 0        | 0      | 0           | 0          |
| T. Bulat        | 17         | 0          | 0           | 0          | 1                 | 0                 | 0                 | 0                 | 18       | 0      | 0           | 0          |
| H. Bürger       | 25         | 0          | 8           | 0          | 1                 | 0                 | 0                 | 0                 | 26       | 0      | 8           | 0          |
| M. Cenci        | 13         | 1          | 0           | 0          | 0                 | 0                 | 0                 | 0                 | 13       | 1      | 0           | 0          |
| C. Gibbs        | 25         | 1          | 6           | 0          | 1                 | 0                 | 0                 | 0                 | 26       | 1      | 6           | 0          |
| O. Held         | 20         | 0          | 4           | 1          | 0                 | 0                 | 0                 | 0                 | 20       | 0      | 4           | 1          |
| S. Henzler      | 17         | 0          | 1           | 0          | 0                 | 0                 | 0                 | 0                 | 17       | 0      | 1           | 0          |
| J. Kientz       | 21         | 1          | 5           | 1          | 0                 | 0                 | 0                 | 0                 | 21       | 1      | 5           | 1          |
| D. Kolinger     | 8          | 0          | 1           | 0          | 0                 | 0                 | 0                 | 0                 | 8        | 0      | 1           | 0          |
| T. Konetzke     | 10         | 1          | 0           | 0          | 1                 | 0                 | 0                 | 0                 | 11       | 1      | 0           | 0          |
| D. Kovalenko    | 5          | 0          | 1           | 0          | 0                 | 0                 | 0                 | 0                 | 5        | 0      | 1           | 0          |
| M. Lotter       | 1          | 0          | 0           | 0          | 0                 | 0                 | 0                 | 0                 | 1        | 0      | 0           | 0          |
| A. Mansourian   | 4          | 0          | 0           | 0          | 0                 | 0                 | 0                 | 0                 | 4        | 0      | 0           | 0          |
| M. Marcão       | 19         | 2          | 0           | 0          | 0                 | 0                 | 0                 | 0                 | 19       | 2      | 0           | 0          |
| J. Matthies     | 0          | 0          | 0           | 0          | 0                 | 0                 | 0                 | 0                 | 0        | 0      | 0           | 0          |
| T. Meggle       | 31         | 10         | 7           | 1          | 1                 | 0                 | 1                 | 0                 | 32       | 10     | 8           | 1          |
| A. Meier        | 2          | 0          | 0           | 0          | 0                 | 0                 | 0                 | 0                 | 2        | 0      | 0           | 0          |
| T. Miethe       | 0          | 0          | 0           | 0          | 0                 | 0                 | 0                 | 0                 | 0        | 0      | 0           | 0          |
| N. Patschinski  | 28         | 8          | 4           | 1          | 1                 | 1                 | 0                 | 0                 | 29       | 9      | 4           | 1          |
| C. Racanel      | 7          | 0          | 0           | 0          | 1                 | 0                 | 0                 | 0                 | 8        | 0      | 0           | 0          |
| C. Rahn         | 31         | 3          | 6           | 0          | 1                 | 0                 | 0                 | 0                 | 32       | 3      | 6           | 0          |
| M. Rath         | 31         | 4          | 6           | 0          | 1                 | 0                 | 0                 | 0                 | 32       | 4      | 6           | 0          |
| D. Scheinhardt  | 8          | 0          | 1           | 0          | 0                 | 0                 | 0                 | 0                 | 8        | 0      | 1           | 0          |
| H. Stanislawski | 34         | 0          | 4           | 0          | 1                 | 0                 | 0                 | 0                 | 35       | 0      | 4           | 0          |
| A. Trulsen      | 17         | 2          | 3           | 0          | 1                 | 0                 | 0                 | 0                 | 18       | 2      | 3           | 0          |
| U. İnceman      | 20         | 1          | 5           | 0          | 1                 | 0                 | 0                 | 0                 | 21       | 1      | 5           | 0          |